# Kruisplein
Het Kruisplein is een bekend plein in het centrum van Rotterdam.

## Ligging
Het Kruisplein ligt tussen het Stationsplein en de Westersingel, op de grens van het stadscentrum en het Oude Westen. Het Kruisplein wordt omzoomd door grote gebouwen: de Doelen, het Bouwcentrum, het winkelcentrum Rotterdam Plaza en
een complex voor jongerenhuisvesting. Links en rechts van het plein liggen de Kruiskade en de West-Kruiskade. Deze kades lagen vroeger in elkaars verlengde maar sluiten sinds de Tweede Wereldoorlog niet meer op elkaar aan.

## Geschiedenis
Het Kruisplein is ontstaan als onderdeel van het Basisplan voor de Wederopbouw van Rotterdam. Vóór de Tweede Wereldoorlog lag op de plaats van het Kruisplein de Rotterdamse Diergaarde. Tussen 1946 en 1959 stond op het Kruisplein de noodbioscoop Lutusca (Lumière, Tuschinski, Scala).

## Openbaar vervoer
Op het Kruisplein komen veel tramlijnen samen. Over het plein rijden de tramlijnen 1, 4, 5, 6, 7, 8 en 11.

## Parkeergarage Kruisplein
Sinds 2013 bevindt zich onder het Kruisplein een parkeergarage die plaats biedt aan 760 auto’s. Via een 200 meter lange tunnel hebben auto's vanaf de Weenatunnel toegang tot de parkeergarage, en een ondergrondse rotonde biedt gebruikers tevens de mogelijkheid om de garage onder het Schouwburgplein te bereiken. De oude ingang van deze garage die zich onder de Pathé-bioscoop op het Schouwburgplein bevond is hiermee komen te vervallen.

## Fotogalerij

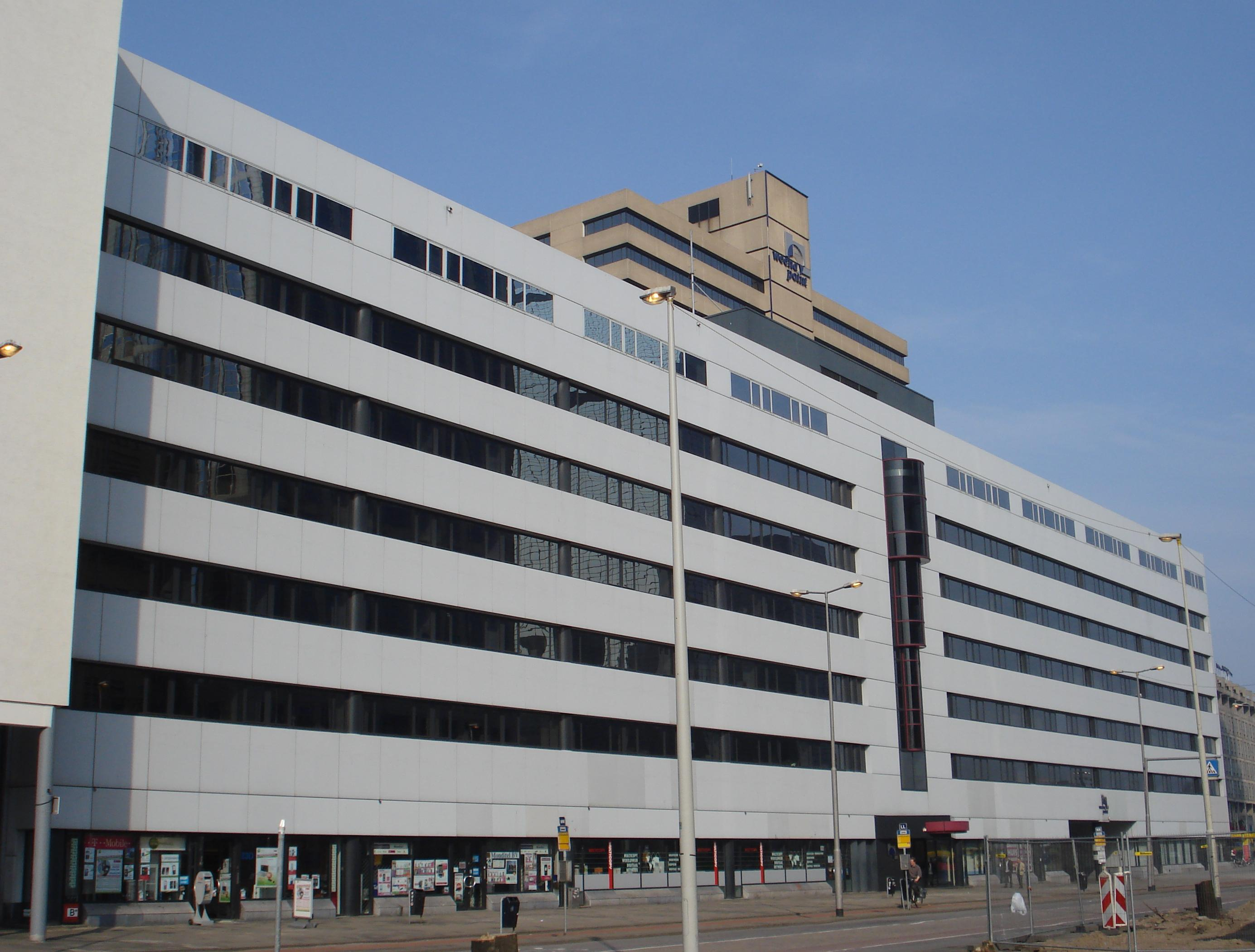
Weenapoint aan het Kruisplein
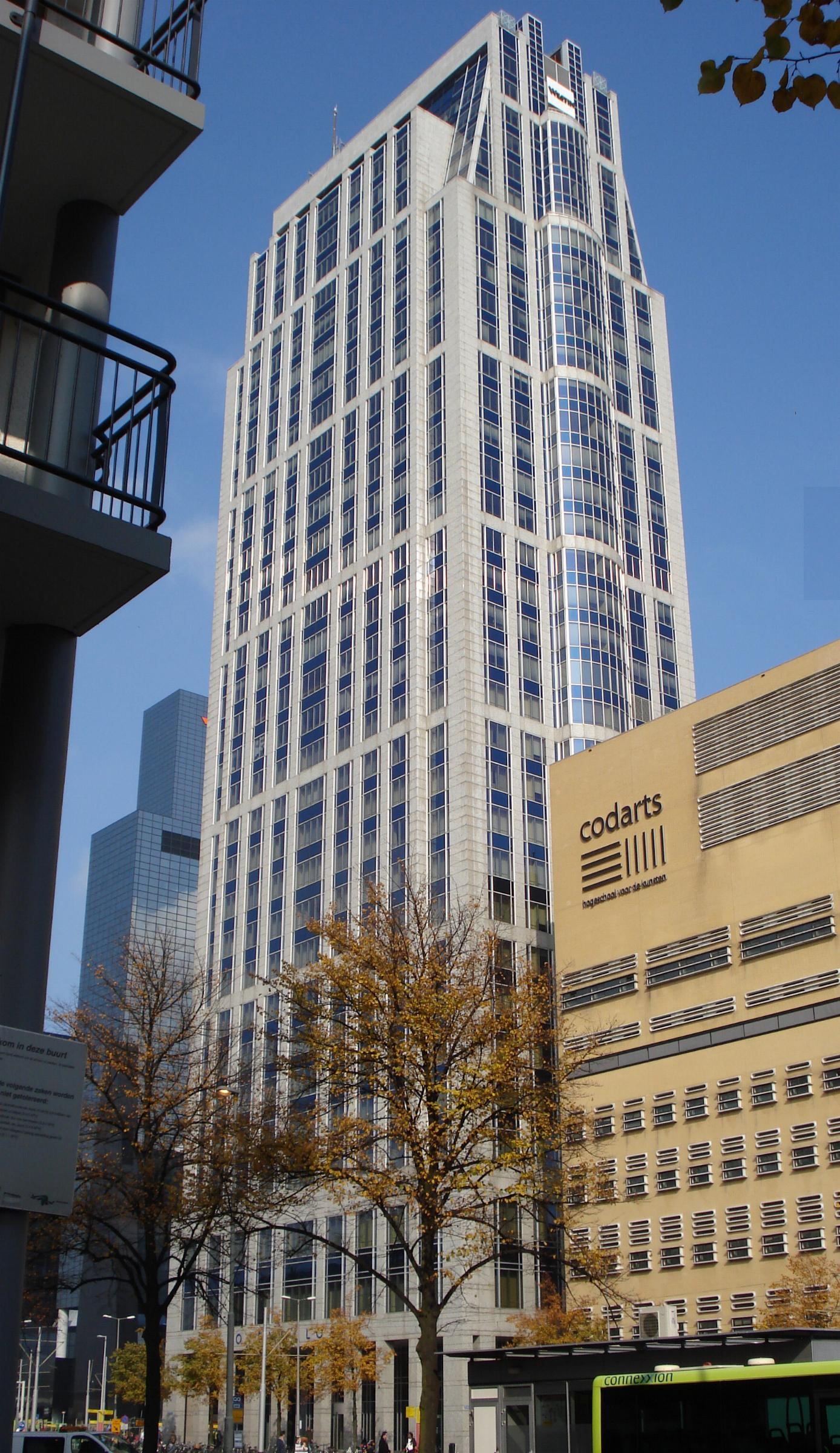
Millenniumtoren hoek Kruisplein en Weena
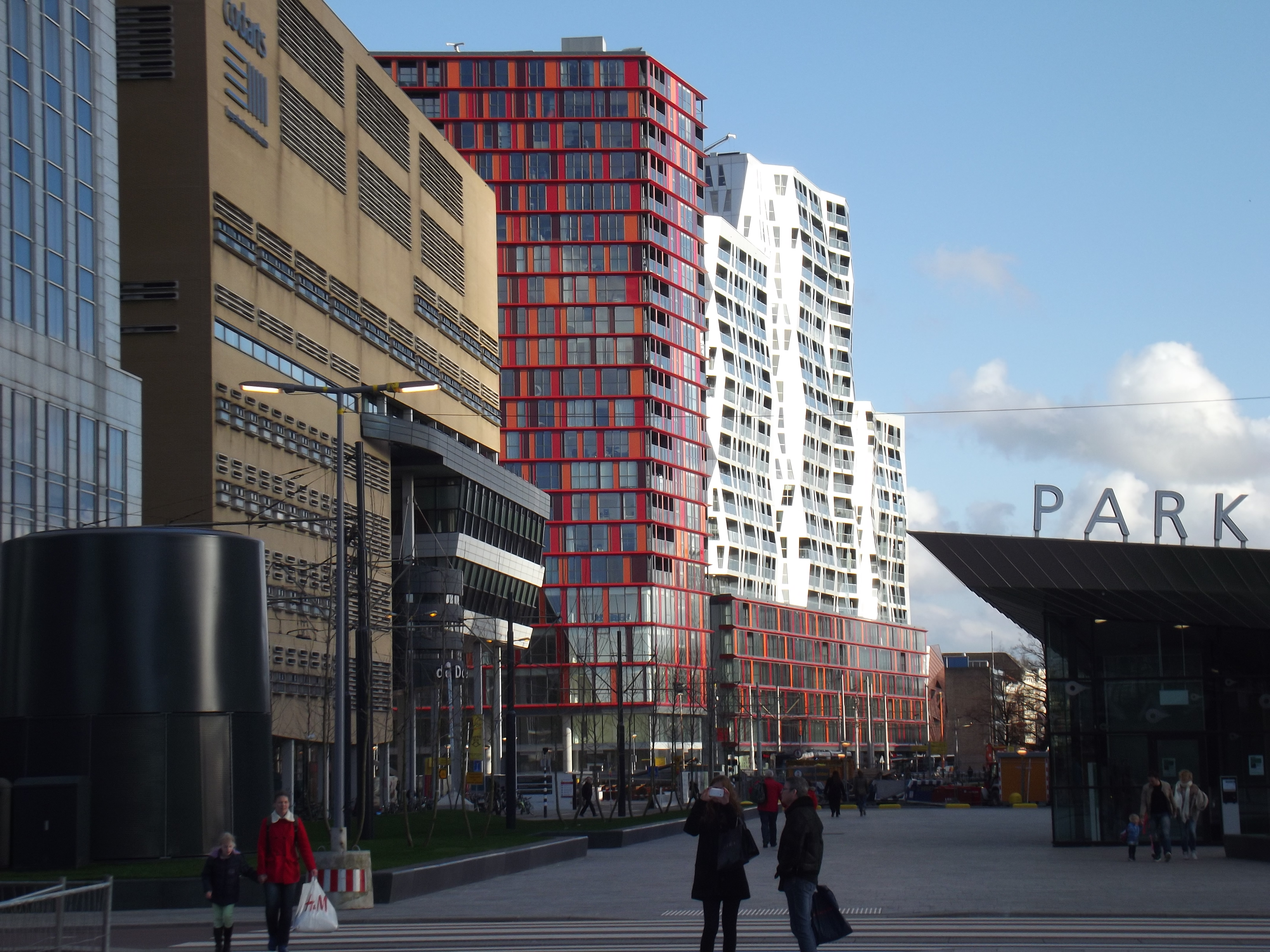
Kruisplein, westzijde
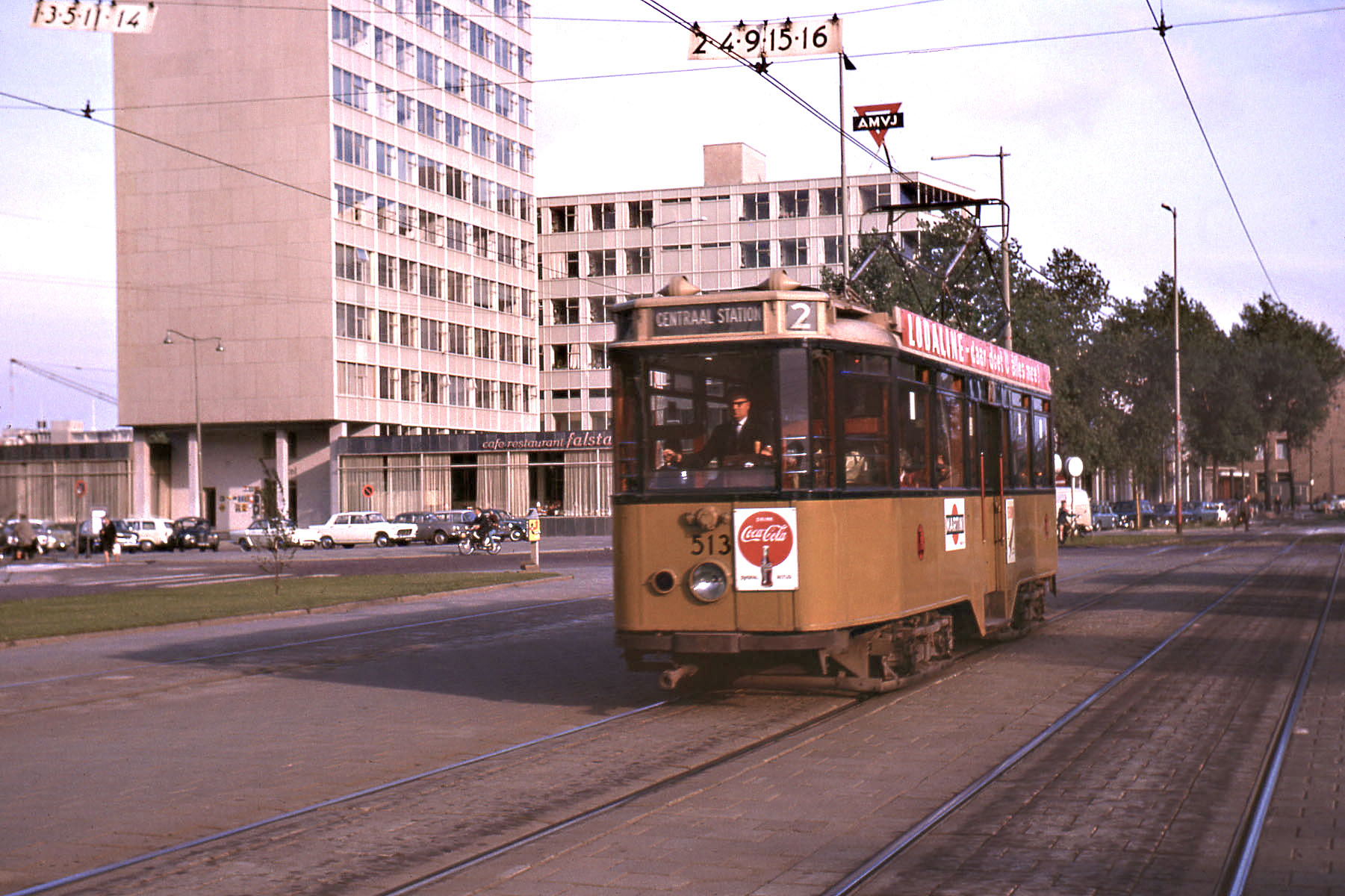
Kruisplein in 1965
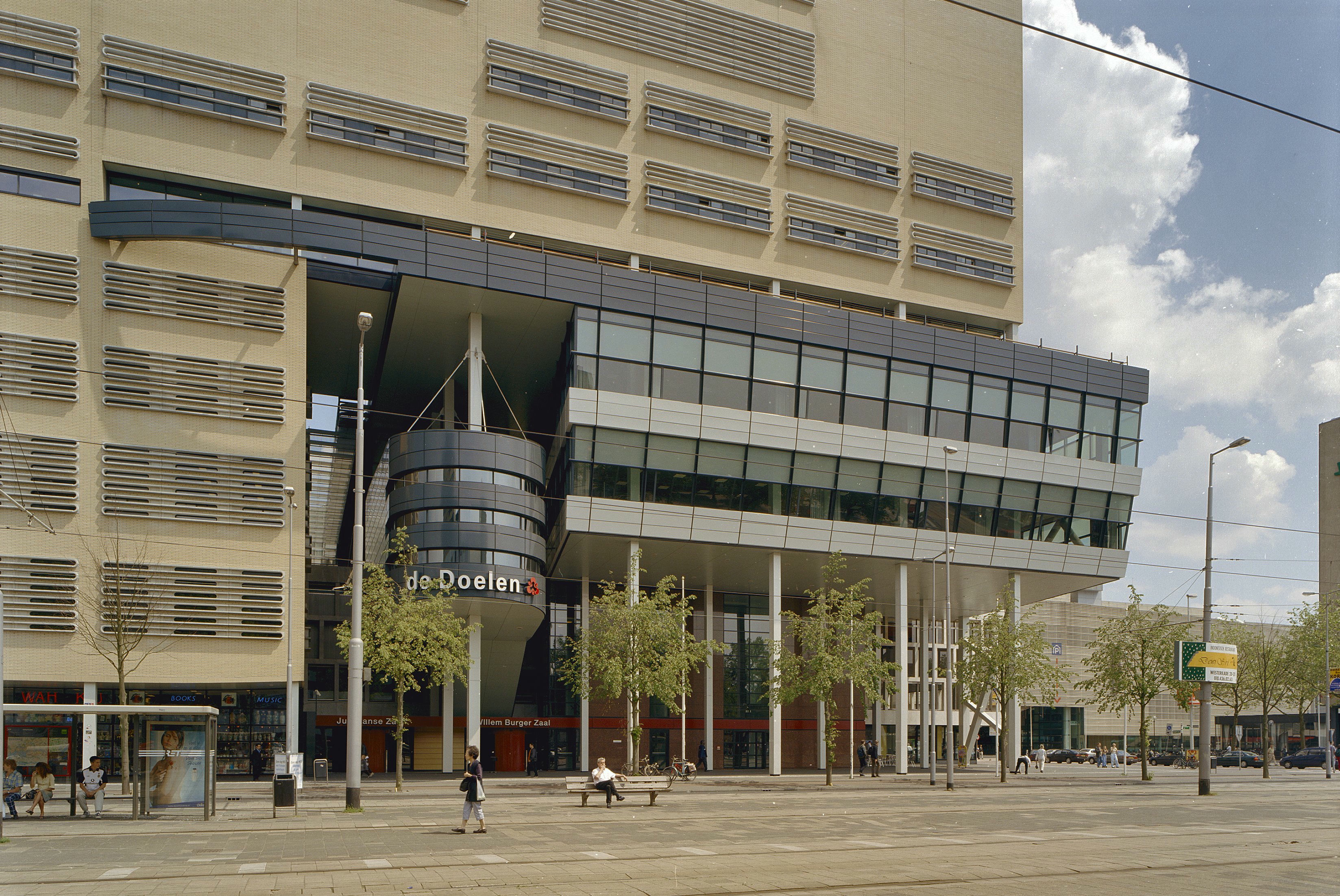
Zijingang De Doelen

Admiraal de Ruyterweg ·
Admiraliteitskade ·
Aert van Nesstraat ·
Baan ·
Batavierenstraat ·
Beukelsdijk ·
Beursplein ·
Beurstraverse ·
Binnenweg ·
Binnenwegplein ·
Binnenrotte ·
Blaak ·
Boezemweg ·
Boompjes ·
Bosland ·
Botersloot ·
Burgemeester van Walsumweg ·
Churchillplein ·
Coolsingel ·
Coolvest ·
Eendrachtsplein ·
Eendrachtsweg ·
Geldersekade ·
Goudsesingel ·
's-Gravendijkwal ·
Haagseveer ·
Henegouwerlaan ·
Hofdijk ·
Hofplein ·
Hoogstraat ·
Jonker Fransstraat ·
Karel Doormanstraat ·
Kipstraat ·
Kolk ·
Koningin Emmaplein ·
Korte Hoogstraat ·
Kruiskade ·
Kruisplein ·
Leuvehoofd ·
Lijnbaan ·
Lombardkade ·
Maasboulevard ·
Mariniersweg ·
Mathenesserlaan ·
Mauritsweg ·
Meent ·
Museumpark ·
Oostmolenwerf ·
Oostplein ·
Oude Binnenweg ·
Parkkade ·
Parklaan ·
Pim Fortuynplaats ·
Plein 1940 ·
Pompenburg ·
Rochussenstraat ·
Saftlevenstraat ·
Schiedamsedijk ·
Schiedamse Vest ·
Schouwburgplein ·
Spaansekade ·
Stadhuisplein ·
Stationsplein ·
Stroveer ·
Van Oldenbarneveltstraat ·
Vasteland ·
Veerkade ·
Weena ·
Westblaak ·
Westerkade ·
West-Kruiskade ·
Westersingel ·
Westplein ·
Willemskade ·
Willemsplein ·
Witte de Withstraat